# Auvers-sur-Oise
Auvers-sur-Oise è un comune francese di 6 792 abitanti situato nel dipartimento della Val-d'Oise nella regione dell'Île-de-France, sulla sponda destra del fiume Oise e a 27,2 km NO di Parigi.
È celebre, tra gli amanti dell'arte, per aver ospitato (ed ospitare tuttora) tanti celebri artisti che qui hanno creato molti dei loro capolavori. Spiccano, tra tutti, Cézanne ma soprattutto Van Gogh, che qui visse gli ultimi tre mesi di vita, ne immortalò la campagna e la chiesa e che, morto suicida, è sepolto nel cimitero locale.

## Storia
Durante il XIX secolo un gran numero di pittori elesse Auvers come luogo d'ispirazione prediletto. Oltre ai già citati Van Gogh e Cézanne, sono da ricordare Charles-François Daubigny, Camille Pissarro, Jean-Baptiste Camille Corot. La casa di Daubigny è oggi un museo in cui, oltre alle tele del padrone di casa, si possono ammirare molti quadri di Daumier (che morì poco lontano da qui, a Valmondois). Se inoltre si cammina sul lungofiume da Auvers alla vicina Pontoise, si possono ammirare molti scorci immortalati da Pissarro.
Anche durante il Novecento Auvers fu frequentatissima da artisti, soprattutto Henri Rousseau detto il Doganiere e Otto Freundlich.
Il 1º agosto 1948, il 17% del territorio di Auvers fu espropriato e divenne parte del comune di Butry-sur-Oise.

## Monumenti e luoghi di interesse
- Auberge Ravoux, dove morì il pittore olandese Vincent van Gogh, dopo avervi trascorso gli ultimi 70 giorni della sua vita.

## Van Gogh

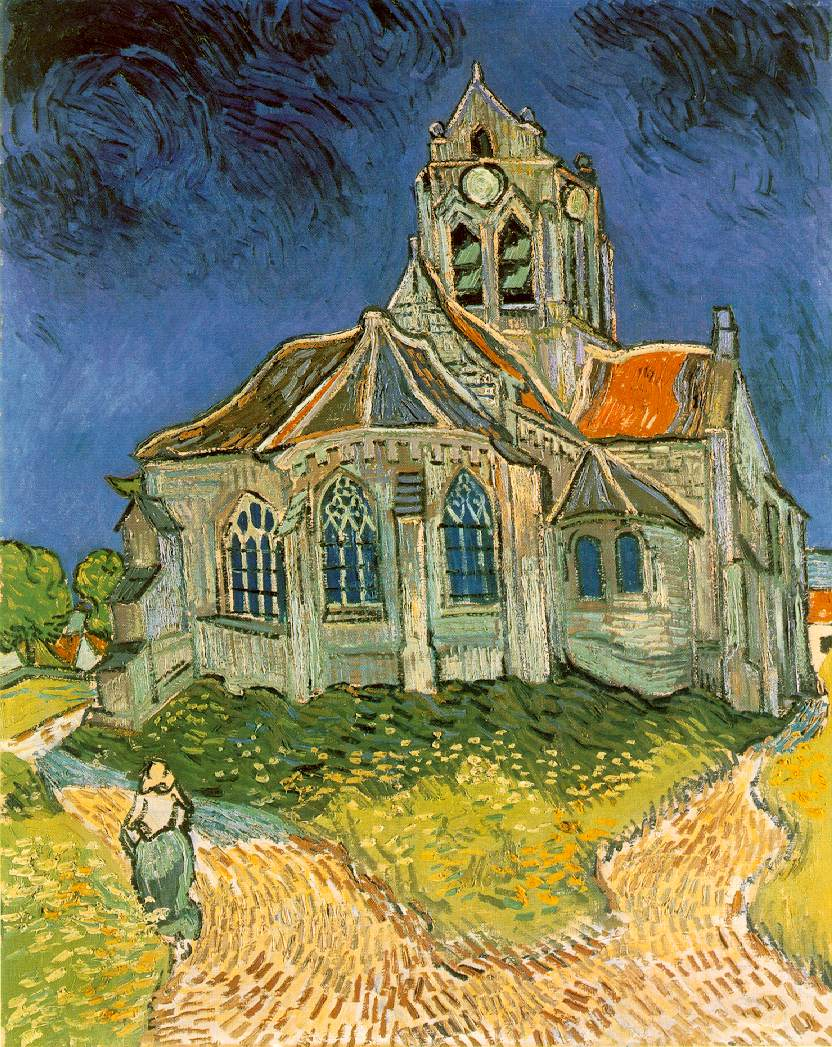
La chiesa di Auvers dipinta da Van Gogh

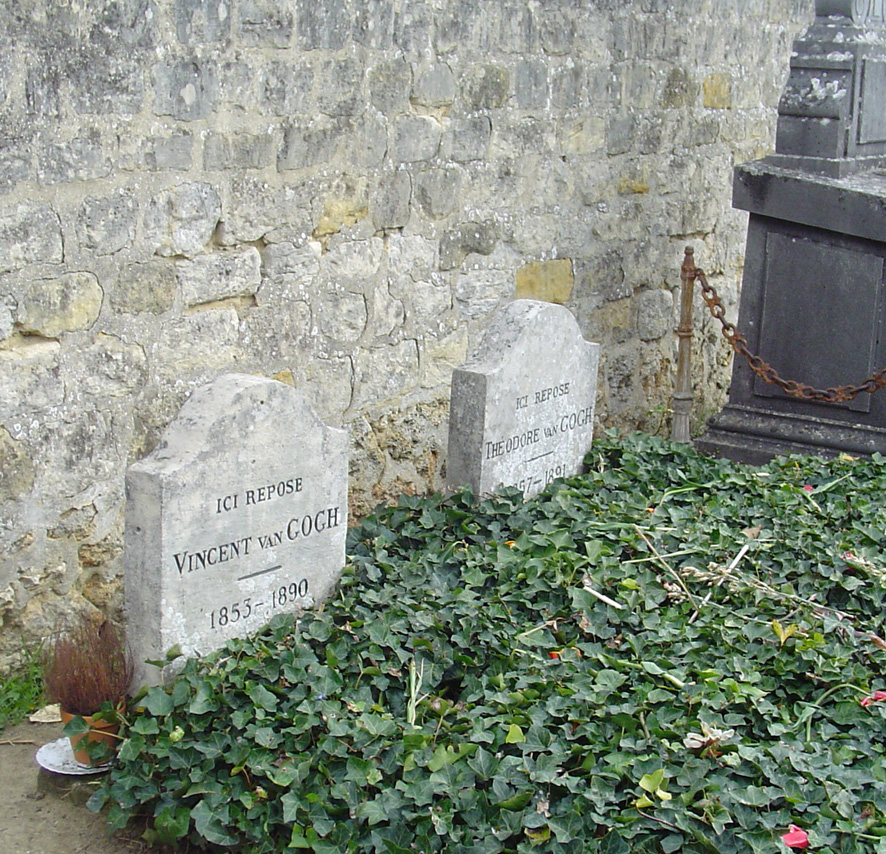
La tomba dei fratelli Van Gogh

Ad Auvers viveva il dottor Paul Gachet, medico e pittore dilettante egli stesso (si firmava con lo pseudonimo Van Ryssel), grande amante dell'arte e degli Impressionisti in particolar modo. Aveva avuto in cura (Daumier su tutti) od ospitato in casa sua molti pittori. Le uniche acqueforti che Cèzanne realizzò furono incise in casa sua, ed una nutrita collezione di quadri di valore occupava le pareti della sua casa.
Pur non essendo uno specialista di malattie mentali, mediante il tramite di Pissarro, Vincent van Gogh entrò in contatto con lui. Reduce da un lungo internamento in manicomio a seguito dell'automutilazione dell'orecchio sinistro in una crisi di follia, il pittore olandese si trasferì ad Auvers per farsi curare da lui, nella speranza che riuscisse a guarirlo.
Nonostante il medico gli fosse sembrato più malato di lui, Van Gogh e Gachet divennero immediatamente amici. Vincent dipinse tre ritratti di Gachet, un'incisione e due tele: una di queste due, all'asta newyorkese di Christie's nel 1990, stabilì per alcuni anni il record del prezzo più alto per un quadro.
Le cure di Gachet però non alleviarono l'infelicità del pittore che, il 27 luglio del 1890, si sparò al petto per morire due giorni dopo, e venne sepolto nel cimitero di Auvers dov'è tuttora; accanto a lui, è sepolto anche il fratello Theo, che era stato il suo unico sostegno nelle crisi e che morì sei mesi dopo di lui.

## Infrastrutture e trasporti
Auvers-sur-Oise è servita da due stazioni sulla Transilien Paris-Nord con le fermate Chaponval e Auvers-sur-Oise.

## Società

### Evoluzione demografica
Abitanti censiti